# Jocón
Jocón es un municipio del departamento de Yoro en la República de Honduras.

## Toponimia
Al principio estuvo en un lugar que llamaban Pueblo Viejo. Su nombre actual proviene de un junco que abundan en la región.

## Límites
| Orientación | Límite                          |
| ----------- | ------------------------------- |
| Norte       | Municipio de Olanchito, Yoro    |
| Sur         | Municipio de Yoro, Yoro         |
| Este        | Municipio de Arenal, Yoro       |
| Este        | Municipio de Mangulile, Olancho |
| Oeste       | Municipio de Yoro, Yoro         |

## Historia
En 1791, en el primer recuento de población en 1791 era uno de los pueblos que formaban el Curato de Yoro.
En 1889, en la División Política Territorial de 1889 era un municipio que formaba el Distrito de Yoro.

## División Política
Aldeas: 10 (2013)
Caseríos: 83 (2013)
| Código | Aldea         |
| ------ | ------------- |
| 180501 | Jocón         |
| 180502 | Agua Fría     |
| 180503 | Alta Cruz     |
| 180504 | La Dalia      |
| 180505 | La Loma       |
| 180506 | La Rosa       |
| 180507 | Lama          |
| 180508 | Macora        |
| 180509 | Puente Grande |
| 180510 | Tapiquil      |

Actualmente en uno de los 80 caseríos, esta por desarrollarse un proyecto de Electrificación en el caserío del COCO de la comunidad de Alta Cruz.